# Olympische Sommerspiele 2020/Reiten – Dressur Einzel
Die Einzelwettbewerbe im Dressurreiten bei den Olympischen Spielen 2020 in Tokio wurden vom 24. bis 28. Juli 2021 im Baji Kōen (auch als Equestrian Park bezeichnet) ausgetragen.

## Zeitplan
| Juli | Juli | Juli | Juli | Juli |
| 24.  | 25.  | 26.  | 27.  | 28.  |
| ---- | ---- | ---- | ---- | ---- |
|      |      |      |      |      |

|  | Qualifikation |  | Medaillenentscheidung |

## Qualifikation
Insgesamt gab es 60 Startplätze. Jede Nation, die sich für den Mannschaftswettbewerb im Dressurreiten qualifiziert hatte, erhielt in diesem Einzelwettbewerb drei Startplätze. Reiter, deren Nation keine Mannschaft stellte, hatten die Möglichkeit über andere Turniere Punkte für die Olympiarangliste zu sammeln.

## Titelträger
| Olympiasiegerin | Charlotte Dujardin mit Valegro | Rio de Janeiro 2016 |
| Weltmeisterin   | Isabell Werth mit Bella Rose   | Tryon 2018          |

## Prüfungen
Alle Reiter-Pferd-Paare traten zunächst in der Qualifikationsprüfung, einem Grand Prix de Dressage, an. Die Qualifikation für das Einzelfinale erfolgte hier nach einem Gruppenmodus, welcher in dieser Form in den olympischen Reitsportdisziplinen nur durch Gruppenspringprüfungen der Springreiter bekannt ist: Die Dressurreiter wurden in sechs Gruppe zu je zehn Reitern eingeteilt. Die Einteilung erfolgte nach der Reihenfolge der teilnehmenden Reiter-Pferd-Paare in der Weltrangliste. Hierbei wurde das bestplatzierte Paar in Gruppe F eingeteilt, das zweitplatzierte in Gruppe C, das drittplatzierte in Gruppe E, das viertplatzierte in Gruppe B, das fünftplatzierte in Gruppe D und das sechstplatzierte in Gruppe A. Ab dem siebentplatzierten Paar wurde wieder in Gruppe F begonnen. Die Gruppen A, B und C starteten am ersten Tag der Qualifikationsprüfung, die Gruppen D, E und F gingen am zweiten Tag in das Viereck.
Aus jeder Gruppe qualifizierten sich die besten zwei Reiter-Pferd-Paare für das Einzelfinale. Zusätzlich zogen auch noch sechs „Lucky Loser“ in das Einzelfinale ein, hierbei handelte es sich um die sechs Paare mit den besten Ergebnissen, die sich nicht direkt aus den Gruppen qualifizieren konnten.
Das Einzelfinale der verbliebenen 18 Reiter-Pferd-Paare war als Grand Prix Kür ausgeschrieben. Alle Teilnehmer starteten wieder bei null, nur das Ergebnis der Kür zählte für die Reihenfolge der Einzelwertung.

## Ergebnisse

### Qualifikationsprüfung
Das Starterfeld in der Qualifikationsprüfung war um zwei Reiter-Pferd-Paare auf 58 reduziert: Am Abend vor der ersten Prüfung fiel Victoria Max-Theurers Wallach Abegglen aus, bei ihm wurde ein Abszess an einer Zahnwurzel festgestellt. Südafrikas Einzelreiterin Tanya Seymour plante die Olympischen Spiele in Tokio als Karriereabschluss ihres 19-jährigen Wallachs Ramoneur. Nachdem das Pferd in Tokio zunächst noch frisch beim Training gewirkt hatte, stellten sich plötzlich Hufprobleme ein. Bei Röntgenuntersuchungen wurde festgestellt, dass Ramoneur unter Hufrehe leidet. Seymour verzichtete daraufhin auf eine Olympiateilnahme.

#### Grand Prix – Gruppe A
In der vermeintlich schwächsten Gruppe des ersten Tages qualifizierten sich die Reiterinnen mit Ergebnissen von über 75 Prozent direkt für das Einzelfinale. Der Hengst Everdale von Charlotte Fry fehlte es an Losgelassenheit, doch die Lektionen erhielten sehr überwiegend gute Bewertungen (viele 8,0-Noten). In der Gesamtnote kam das Paar auf 77,096 Prozent, dies war die beste Wertung der Gruppe A. Ihren Auftritt bei ihren sechsten Olympischen Spielen hatte in dieser Gruppe die 66-jährige Mary Hanna aus Australien.
| Rang | Reiter                    | Pferd                  | Prozent  |
| ---- | ------------------------- | ---------------------- | -------- |
| 1    | Charlotte Fry             | Everdale               | 77,096 % |
| 2    | Therese Nilshagen         | Dante Weltino OLD      | 75,140 % |
| 3    | Nanna Skodborg Merrald    | Zack                   | 73,168 % |
| 4    | Yvonne Losos de Muñiz     | Aquamarijn             | 70,869 % |
| 5    | João Victor Marcari Oliva | Escorial               | 70,419 % |
| 6    | Mary Hanna                | Calanta                | 67,981 % |
| 7    | Inna Lohutenkowa          | Fleraro                | 66,118 % |
| 8    | Kim Dong-seon             | Belstaff               | 63,447 % |
| 9    | Kazuki Sado               | Ludwig der Sonnenkönig | 62,531 % |

#### Grand Prix – Gruppe B
Die zweite Gruppe begann beim Hengst Total US und Edward Gal. Der frühe Startplatz des an sich leistungsstark einzuschätzenden Paares war dadurch bedingt, dass das Pferd im Jahr 2021 erst seine erste Saison auf Grand Prix-Niveau ging, erst drei internationale Turniere bestritten hatte und entsprechend weit hinten in der Weltrangliste geführt wurde. Der Ritt verlief nicht spannungsfrei, ähnlich wie bei Everdale in der Gruppe A brachten die Lektionen dennoch gute Noten, mit einem Endergebnis von über 78 Prozent legte Gal eine hohe Messlatte für seine Konkurrenzen in dieser Gruppe.
Mehrere Paare blieben in dieser Gruppe spürbar hinter ihren bei anderen Turnieren erzielten Bestergebnissen zurück. So gelang Antonia Ramel mit Brother de Jeu, Inessa Merkulowa mit Mister X und Chris von Martels mit Eclips jeweils kein Ergebnis über 70 Prozent. Cathrine Dufour bestätigte mit ihrem Wallach Bohemian die Form der letzten zwei Jahren und erreichte das erste Endergebnis von über 80 Prozent bei diesen olympischen Dressurwettbewerben.
| Rang | Reiter               | Pferd             | Prozent  |
| ---- | -------------------- | ----------------- | -------- |
| 1    | Cathrine Dufour      | Bohemian          | 81,056 % |
| 2    | Edward Gal           | Total US          | 78,649 % |
| 3    | Beatriz Ferrer-Salat | Elegance          | 72,096 % |
| 4    | Maria Caetano        | Fenix de Tineo    | 70,311 % |
| 5    | Inessa Merkulowa     | Mister X          | 69,457 % |
| 6    | Antonia Ramel        | Brother de Jeu    | 68,540 % |
| 7    | Chris von Martels    | Eclips            | 68,059 % |
| 8    | Francesco Zaza       | Wispering Romance | 66,941 % |
| 9    | Dina Ellermann       | Donna Anna        | 65,435 % |

#### Grand Prix – Gruppe C
Die Gruppe C erwies sich als stärkste Gruppe des Qualifikationsprüfung. Vier von zehn Paaren kamen auf ein Ergebnis von über 75 Prozent, dank der Luck-loser-Regelung qualifizierten sich fünf der zehn Paare für das Einzelfinale. Carl Hester verschenkte als zweiter Starter wertvolle Punkte in den Zweierwechseln und dem folgenden starken Trab. Dank hoher Noten in den mit dem Faktor zwei bewerteten Lektionen reichte es dennoch für ein Endergebnis von 75,124 Prozent. Sabine Schut-Kery, die zuletzt 2015 bei den Panamerikanischen Spielen eine Dressurprüfung außerhalb der Vereinigten Staaten bestritten hatte, konnte zusammen mit ihrem 15-jährigen Hengst Sanceo überzeugen: Eine losgelassene und harmonische Prüfung mit sicherer Ausführung der Lektionen mit unzähligen 8,0-Noten brachte dem Paar ein Ergebnis von über 78 Prozent. Damit gelang ihnen bereits im Grand Prix ihr bisher bestes Ergebnis in allen Grand Prix-Prüfungen.
Der in Deutschland lebende Finne Henri Ruoste erzielte mit seinem Pferd Kontestro in den letzten Jahren im Grand Prix konstant Ergebnisse zwischen 72 und 75 Prozent. Davon war das Paar an diesem Tag weit entfernt: Kontestro erschrak sich vor einer Abdeckung, die eine Fernsehkamera vor dem Regen schützen sollte. Ruoste gelang es zwar, den Wallach dazu zu bewegen, die Prüfung mit ihm zu beenden. Doch blieb das Pferd bis zum Ende der Prüfung verspannt, was sich deutlich auf die Noten durchschlug. Mit einem Ergebnis von unter 65 Prozent waren die Olympischen Spiele für das Paar nach dem Grand Prix beendet. Hans Peter Minderhoud reihte sich mit seinem Rapphengst Dream Boy hinter Schut-Kery ein.
Das letzte Starterpaar des ersten Grand Prix-Tages waren Jessica von Bredow-Werndl und ihre Stute Dalera. Das Paar, das 2021 beide Titel bei den deutschen Meisterschaften errungen hatte, wurde ihrer Favoritenrolle gerecht. Ohne wirkliche Schwächen, dafür aber mit fast ausschließlich 10,0-Noten in der letzten, mit dem Faktor zwei bewerteten Piaffe auf der Schlusslinie der Prüfung gelang ihnen das klar beste Ergebnis dieses Tages. Die Wertung von über 84 Prozent war auch für Jessica von Bredow-Werndl eine neue individuelle Bestleistung im Grand Prix de Dressage.
| Rang | Reiter                    | Pferd         | Prozent  |
| ---- | ------------------------- | ------------- | -------- |
| 1    | Jessica von Bredow-Werndl | TSF Dalera BB | 84,379 % |
| 2    | Sabine Schut-Kery         | Sanceo        | 78,416 % |
| 3    | Hans Peter Minderhoud     | Dream Boy     | 76,817 % |
| 4    | Carl Hester               | En Vogue      | 75,124 % |
| 5    | Rodrigo Torres            | Fogoso        | 72,624 % |
| 6    | José Antonio Garcia Mena  | Sorento       | 69,146 % |
| 7    | Alexandre Ayache          | Zo What       | 68,929 % |
| 8    | Larissa Pauluis           | Flambeau      | 67,251 % |
| 9    | Henri Ruoste              | Kontestro     | 64,674 % |
| 10   | Alexandra Maxakowa        | Bojengels     | 63,898 % |

#### Grand Prix – Gruppe D
Der Gruppensieg ging in der Gruppe D an Carina Cassøe Krüth und ihre Stute Danciera, die eine solide, harmonische Prüfung bestritten. Adrienne Lyle und ihr 14-jähriger Hengst Salvino ließen in den Zick-Zack-Traversalen viele Punkt liegen und auch im starken Trab und starkem Galopp blieb das Paar deutlich hinter ihren Bestergebnissen von knapp über 80 Prozent zurück. Das Endergebnis von fast 75 Prozent reichte dennoch für den zweiten Platz und damit für den direkten Einzug ins Einzelfinale. Das beste österreichische Ergebnis im Grand Prix lieferte Christian Schumach ab. Fehler in den Zweierwechseln und schwache Noten im doppelt bewerteten starken Schritt drückten die Noten des Österreichers, der in Tokio mit dem Totilas-Sohn Te Quiero am Start war. Ihr Ergebnis von 70,900 Prozent war zu gering für einen Einzug in die Grand Prix Kür.
Das Pferd der für Singapur startenden Reiterin Caroline Chew erschrak sich mehrfach im Dressurviereck. Während der Prüfung wurde das Reiter-Pferd-Paar von der Chefrichterin abgeklingelt, nachdem diese blutigen Schaum am Maul des Pferdes gesehen hatte. Dies bedeutete den Ausschluss für das Paar.
| Rang | Reiter              | Pferd      | Prozent       |
| ---- | ------------------- | ---------- | ------------- |
| 1    | Carina Cassøe Krüth | Danciera   | 76,677 %      |
| 2    | Adrienne Lyle       | Salvino    | 74,876 %      |
| 3    | Christian Schumach  | Te Quiero  | 70,900 %      |
| 4    | Laurence Roos       | Fil Rouge  | 70,699 %      |
| 5    | Simone Pearce       | Destano    | 68,494 %      |
| 6    | Heike Holstein      | Sambuca    | 68,432 %      |
| 7    | Severo Jurado López | Fendi T    | 68,370 %      |
| 8    | Lindsay Kellock     | Sebastien  | 65,404 %      |
| 9    | Tatjana Kosterina   | Diavolessa | 63,866 %      |
| 10   | Caroline Chew       | Tribiani   | ausgeschieden |

#### Grand Prix – Gruppe E
Die Australierin Kelly Layne begann ihre Prüfung stark, im starken Trab erhielt sie von einem Richter sogar eine 9,0-Note. Doch die mit dem Faktor zwei bewertete Lektion der Piaffe erwies sich als Problemlektion ihres Wallachs Samhitas: Nachdem die erste Piaffe bereits mit „sehr schlecht“ bewertet worden war, stieg Samhitas bei der zweiten Piaffe gar. Nachdem die folgenden Lektionen als Folge dieser Disharmonie nur mit mäßiger Qualität ausgeführt worden waren, musste das Paar das schlechteste alle Endergebnisse der Qualifikationsprüfung hinnehmen.
Luxemburgs Vertreter bei den olympischen Reitsportwettbewerben, Nicolas Wagner Ehlinger, musste seinen energiegeladenen Wallach Quater Back Junior unter Kontrolle halten, so dass es nicht für sein aus den letzten zwei Jahren gewohntes Leistungsniveau von deutlich über 70 Prozent reichte. Ohne große Ausreißer in den Einzelnoten bei einzelnen Lektionen schloss er die Olympischen Spiele mit einem Ergebnis von 70,512 Prozent ab.
Marlies van Baalen verpasste mit dem erst 10-jährigen Go Legend nach Fehlern in den Einerwechseln ein ausreichendes Ergebnis, um sich einen Startplatz im Einzelfinale über die Lucky-loser-Regel zu sichern. Auch bei Schwedens dritter Reiterin Juliette Ramel waren die Einerwechseln fehlerbehaftet. Doch dank vieler 8,0-Noten in anderen Lektionen reichte es für sie sicher zum zweiten Platz der Gruppe E. Der Gruppensieg ging mit über fünf Prozent Vorsprung eindeutig an Dorothee Schneider und Showtime. Ein Aussetzer in der ersten Galopppiourette kostete das Paar eine mögliche 80-Prozent-Wertung. Showtime zeigte sich noch etwas schüchtern, die Klasse des Wallach war dennoch klar erkennbar.
| Rang | Reiter                             | Pferd                     | Prozent  |
| ---- | ---------------------------------- | ------------------------- | -------- |
| 1    | Dorothee Schneider                 | Showtime FRH              | 78,820 % |
| 2    | Juliette Ramel                     | Buriel                    | 73,369 % |
| 3    | Marlies van Baalen                 | Go Legend                 | 71,615 % |
| 4    | Morgan Barbancon                   | Sir Donnerhall II OLD     | 70,543 % |
| 5    | Nicolas Wagner Ehlinger            | Quater Back Junior FRH    | 70,512 % |
| 6    | Domien Michiels                    | Intermezzo van het Meerda | 70,202 % |
| 7    | Estelle Wettstein                  | West Side Story OLD       | 67,748 % |
| 8    | Shingo Hayashi                     | Scolari                   | 65,714 % |
| 9    | Martha Fernanda del Valle Quirarte | Beduino Lam               | 64,674 % |
| 10   | Kelly Layne                        | Samhitas                  | 58,354 % |

#### Grand Prix – Gruppe F
Ein Trio dominierte erwartungsgemäß die letzte Gruppe: Die Einzel-Goldmedaillengewinnerin der letzten beiden Olympischen Spiele, Charlotte Dujardin, bewies erneut, dass sie auch nach der Verabschiedung von Valegro weiterhin mit sehr guten Pferden im Dressursport mithalten kann. Nach Tokio hatte sie ihre Nachwuchshoffnung, den 10-jährigen, recht klein gewachsenen Fuchswallach Gio mitgebracht. Ihnen gelang die erste Wertung von über 80 Prozent an diesem zweiten Dressurtag, dies war zudem persönlicher Bestwert im Grand Prix für den Wallach in seiner ersten richtigen Grand-Prix-Saison.
Unter den abendlichen tropischen Wetterbedingungen in Tokio schweißnass zeigte sich Steffen Peters Wallach Suppenkasper. Dennoch gelang es dem Paar ihr gewohntes Leistungsniveau abzurufen, über 76 Prozent reichten sicher für die Qualifikation für das Einzelfinale als Lucky loser. Das letzte Paar des Grand Prix waren die Weltranglistenführenden, Isabell Werth und ihre inzwischen 17-jährige Stute Bella Rose. Das Paar zeigte sich insbesondere in der zweiten Hälfte der Prüfung in Topform und wurde ihre Favoritenrolle gerecht. Mit einem bewusst noch etwas vorsichtigeren, kontrollieren Ritt blieb Werth damit wie bei den Deutschen Meisterschaften hinter Jessica von Bredow-Werndl und Dalera zurück, sicherte sich mit über 82 Prozent jedoch klar den Gruppensieg.
| Rang | Reiter                   | Pferd        | Prozent  |
| ---- | ------------------------ | ------------ | -------- |
| 1    | Isabell Werth            | Bella Rose   | 82,500 % |
| 2    | Charlotte Dujardin       | Gio          | 80,963 % |
| 3    | Steffen Peters           | Suppenkasper | 76,196 % |
| 4    | Brittany Fraser-Beaulieu | All In       | 71,677 % |
| 5    | João Miguel Torrao       | Equador      | 70,186 % |
| 6    | Florian Bacher           | Fidertraum   | 69,813 % |
| 7    | Maxime Collard           | Cupido       | 69,068 % |
| 8    | Yessin Rahmouni          | All at once  | 66,599 % |
| 9    | Hiroyuki Kitahara        | Huracan      | 66,304 % |
| 10   | Virginia Yarur           | Ronaldo      | 66,227 % |

### Einzelfinale
Die Startreihenfolge im Einzelfinale, der Grand Prix Kür, orientierte sich am Ergebnis des Grand Prix. Hierfür wurde das Starterfeld in drei Gruppen aufgeteilt: In der ersten Gruppe gingen die Reiter-Pferd-Paare an den Start, die im Grand Prix die dreizehnt- bis achtzehntbesten Ergebnisse erhalten hatten, in der mittleren Gruppe die Paare mit den siebent- bis zwölftbesten Ergebnissen und in der letzten Gruppe die Paare mit den sechs besten Ergebnissen aus der Qualifikationsprüfung. Innerhalb der Gruppen wurde die Startreihenfolge ausgelost.
Adrienne Lyle zog ihr Pferd Salvino vor Beginn des Einzelfinals zurück. Für sie rückte Brittany Fraser-Beaulieu in die Grand Prix Kür nach.
Das hohe Niveau des Starterfeldes zeigte sich darin, dass gleich in der ersten Gruppe drei Paare auf ein Ergebnis von über 80 Prozent kamen. Nach den ersten sechs Paaren lag Carl Hester mit En Vogue in Führung.
In der zweiten Gruppe erfüllte der mit Spannung erwartete Ritt von Sabine Schut-Kery und Sanceo die Erwartungen, die aus den Auftritten im Grand Prix und m Grand Prix Spécial entstanden waren. Mit Noten um 8,0 in allen Lektionen war dieses Paar das erste, das in diesem Einzelfinale in der technischen A-Note die 80-Prozent-Marke überschritten. Auch in der künstlerischen B-Note bewertete die Mehrzahl der Richter am Viereck das Paar um 90 Prozent. Mit der Endnote von 84,300 Prozent gelang dem Paar zum dritten Mal bei diesen Olympischen Spielen eine individuelle Bestleistung, sie setzten sich in Führung. Ebenso als Olympiadebütantin glänzte in dieser Gruppe, einen Tag nach ihrem 37. Geburtstag, die Dänin Carina Cassøe Krüth mit ihrer Rappstute Danciera. Schwächer bewertete Zweierwechsel ließen sie in der A-Note knapp unter 80 Prozent abschließen, die Gesamtwertung von 83,329 Prozent zählt dennoch zu ihren besten Ergebnissen in ihrer Karriere.
In der Schlussgruppe führte die Auslosung dazu, dass die deutschen Reiterinnen als zweite, vierte und sechste Starterinnen gesetzt wurden. Den Auftakt zur Gruppe machte Cathrine Dufour mit ihrem Pferd Bohemian. Es wurde deutlich, dass diese Gruppe die entscheidende bei der Medaillenvergabe sein würde. Dufour und Bohemian bewegen sich bei den technischen Noten noch im Bereich um 80 Prozent, doch anders in der B-Note: Die Schwierigkeit ihrer Kür wurde zwischen 9,7 und 10,0 eingestuft; die Harmonie, die Musik und die Choreografie wurden jeweils im Schnitt mit über 9,0 bewertet. Mit einer Gesamtwertung von über 87 Prozent bewegte sie sich im Bereich ihrer besten Ergebnisse und ging klar in Führung.
Gleich als erste deutsche Starterin musste Jessica von Bredow-Werndl in das Viereck. Ihre Stute Dalera zeigte sich auch in der Grand Prix Kür in Topform. Einzig der versammelte Schritt, der von den Richtern mehrheitlich mit Noten zwischen 6,0 und 7,0 versehen wurde, bildete einen kleinen Schwachpunkt. Alle anderen Lektionen in der Kür zur Musik des Musicalfilms La La Land wurden mindestens gut bewertet, die mit dem Faktor zwei bewerteten Lektionen annähernd durchgängig mit Noten zwischen 9,0 und 10,0. Ergänzt um die B-Note, bei der die Richter fast nur noch die Noten 9,5 und besser vergaben, brachte ein Gesamtergebnis von 91,732 Prozent.
Edward Gal unterliefen mit seinem jungen Pferd Total US mehrere Fehler. Im starken Galopp sprang das Pferd mehrfach um, was einige Richter mit deutlichen Abzügen quittierten. In der Galopppirouette nach rechts Sprang das Hinterbein nicht im Galopp mit, was ebenso deutlich Abzüge brachte. Dennoch gelang es Gal, der als Kürspezialist gilt, insbesondere in der B-Note noch sehr hohe Noten zu erringen. Mit 84,157 Prozent reihten sich Gal und Total US hinter Sabine Schut-Kery ein.
Isabell Werth war durch das Ergebnis von Jessica von Bredow-Werndl unter Druck gesetzt – eine Situation, in der Werth oftmals schon ihre besten Ergebnisse erzielte. Auch Werths Stute Bella Rose verlor in den Schrittlektionen deutlich mögliche Punkte, ansonsten zeigte auch dieses Paar Dressursport höchster Qualität. Am Ende blieb Werths A-Note gut zwei Prozent unter der Wertung von Jessica von Bredow-Werndl, ihre Gesamtwertung lag bei knapp unter 90 Prozent. Charlotte Dujardin wählte für ihren zehnjährigen Gio eine Kür mit einem im Vergleich zu ihren direkten Konkurrenten etwas leichteren, aber immer noch hoch anspruchsvollem Niveau. Dafür leistete sich das Paar in den Lektionen keine Schwächen. In der technischen Note waren sich die Richter nicht einig (zwischen 78 und über 85 Prozent). Auf internationalen Prüfungen war dies die bis hierhin beste Prüfung des Paares mit einer Endwertung von über 88 Prozent.
Dorothee Schneider hatte mit ihrem Wallach Showtime FRH den letzten und möglicherweise schwersten Startplatz zugelost bekommen. In der ersten Hälfte der Prüfung zeigte sich das Paar stark, doch dann schlichen sich Fehler in die Prüfung ein: Ein Umspringen in der Galopppirouette nach rechts, Fehler in den Zweierwechseln und in den Einerwechseln und eine nicht optimale Fächerpiaffe senken die A-Note trotz vieler anderer guter Lektionen deutlich ab. Die nicht optimale Prüfung hat auch Auswirkungen auf die B-Note, am Ende erhält das Paar eine Wertung von knapp unter 80 Prozent – Platz 15.
Damit stand für Jessica von Bredow-Werndl bei ihren ersten Olympischen Spielen die Einzel-Goldmedaille fest.
| Rang | Reiter                    | Pferd             | Prozent  |
| ---- | ------------------------- | ----------------- | -------- |
| 1    | Jessica von Bredow-Werndl | TSF Dalera BB     | 91,732 % |
| 2    | Isabell Werth             | Bella Rose        | 89,657 % |
| 3    | Charlotte Dujardin        | Gio               | 88,543 % |
| 4    | Cathrine Dufour           | Bohemian          | 87,507 % |
| 5    | Sabine Schut-Kery         | Sanceo            | 84,300 % |
| 6    | Edward Gal                | Total US          | 84,157 % |
| 7    | Carina Cassøe Krüth       | Danciera          | 83,329 % |
| 8    | Carl Hester               | En Vogue          | 81,818 % |
| 9    | Juliette Ramel            | Buriel            | 81,182 % |
| 10   | Steffen Peters            | Suppenkasper      | 80,968 % |
| 11   | Nanna Skodborg Merrald    | Zack              | 80,893 % |
| 12   | Hans Peter Minderhoud     | Dream Boy         | 80,682 % |
| 13   | Charlotte Fry             | Everdale          | 80,614 % |
| 14   | Therese Nilshagen         | Dante Weltino OLD | 79,721 % |
| 15   | Dorothee Schneider        | Showtime FRH      | 79,432 % |
| 16   | Rodrigo Torres            | Fogoso            | 78,943 % |
| 17   | Beatriz Ferrer-Salat      | Elegance          | 77,532 % |
| 18   | Brittany Fraser-Beaulieu  | All In            | 76,404 % |